# برينت ويلسون
برينت ويلسون (بالإنجليزية: Brent Wilson)‏ هو لاعب اتحاد الرغبي نيوزلندي، ولد في 9 سبتمبر 1981 في نيبيار في نيوزيلندا.